# Amanda Cromwell
Amanda Cromwell, född den 15 juni 1970 i Washington D.C., är en amerikansk fotbollsspelare.
Hon tog OS-guld i damernas turnering i samband med de olympiska fotbollstävlingarna 1996 i Atlanta.